# Józef Kapeniak
Józef Kapeniak (ur. 11 marca 1906 w Zakopanem, zm. 28 stycznia 1977 tamże) – polski prozaik.

## Życiorys
Urodził się w rodzinie urzędnika Jana Kapeniaka i Katarzyny z domu Bocheńskiej. W okresie międzywojennym uprawiał zawodowo narciarstwo. Od lat trzydziestych był działaczem Komunistycznej Partii Polski, a po wojnie członkiem PZPR. Pracował w wielu zawodach, był między innymi kierownikiem tatrzańskich schronisk. Został pochowany na zakopiańskim Cmentarzu Zasłużonych na Pęksowym Brzyzku (kw. L-II-10).

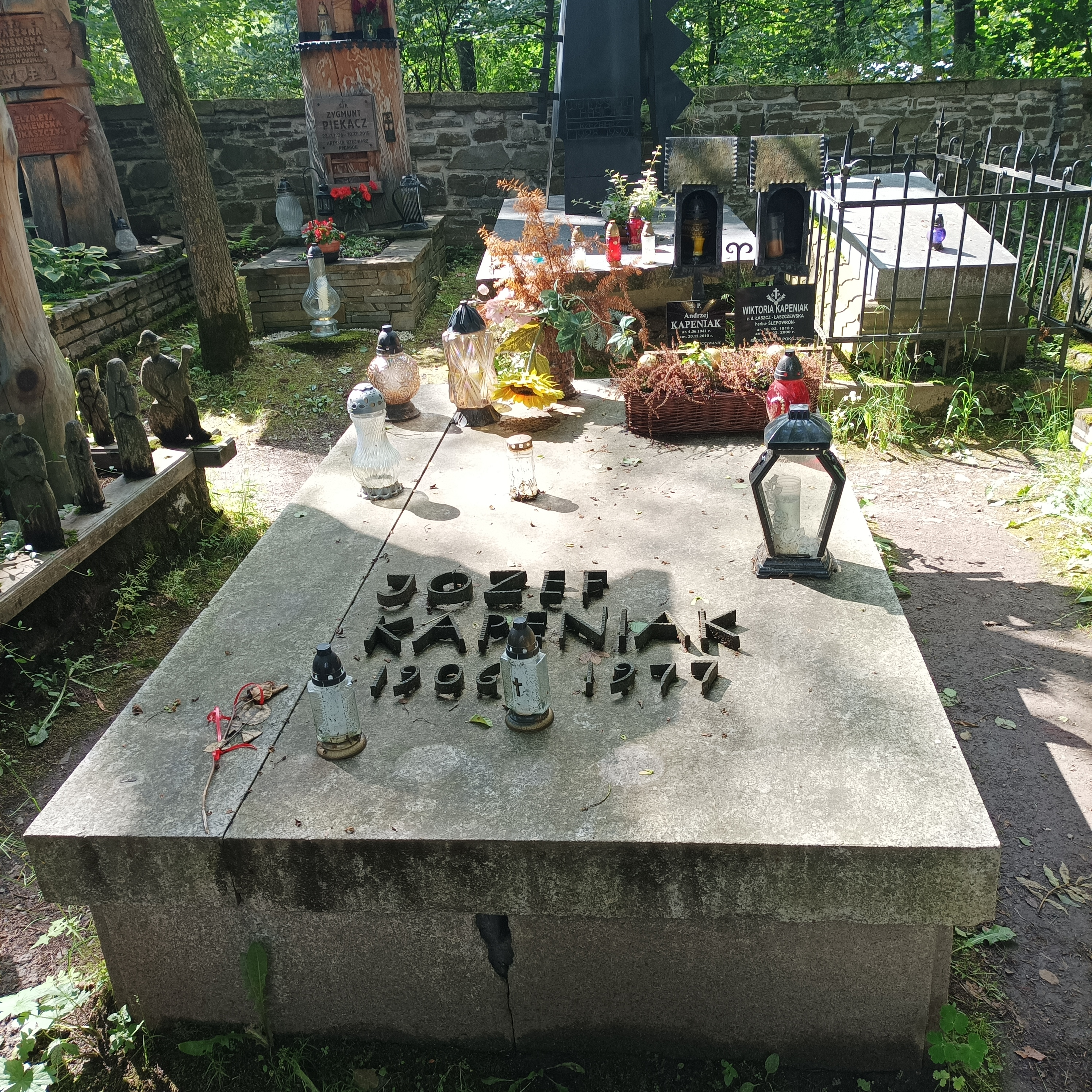
Grób Józefa Kapeniaka na Cmentarzu Zasłużonych na Pęksowym Brzyzku w Zakopanem

## Twórczość literacka

### Trylogia „Ród Gąsieniców”
- Ród Gąsieniców (1954)
- Konary (1957)
- Krwawi i hyrni (1959)

### Inne dzieła
- Cienie na granicy (1956)
- W pogoni za Ikarem (1957)
- Przeciw ludziom i żywiołom (1957)
- Przepaść (1960)
- Wierchowy wykrot (1961)
- Tatrzańskie diabły (1971)
- Góralskie opowieści (1982), ISBN 83-217-2372-1